# Euploea albiplaga
Euploea albiplaga är en fjärilsart som beskrevs av Hans Fruhstorfer 1899. Euploea albiplaga ingår i släktet Euploea och familjen praktfjärilar. Inga underarter finns listade i Catalogue of Life.